# 大同江 (蒙江)
大同江，位于中国广西壮族自治区东部，是蒙江右岸支流，发源于来宾市金秀瑶族自治县忠良乡立龙村，向南流经平南县马练瑶族乡和同和镇，东南流进入藤县境内，于藤县东荣镇三江村汇入蒙江。河长108千米，河道平均比降1.65‰，流域面积1140平方千米。年均径流量13.7亿立方米。